# Peradenia
Peradenia is een geslacht van vliesvleugelig insecten uit de familie van de Peradeniidae.

## Taxonomie
De volgende soorten zijn bij het geslacht ingedeeld:
- Peradenia clavipes Naumann & Masner, 1985[1]
- Peradenia micranesia Naumann & Masner, 1985[1]
- Peradenia galerita  † Musetti, Johnson & Janzen, 2001[2]